# Muzyka filmowa (album)
Muzyka filmowa – trójpłytowy album Wojciecha Waglewskiego. Projekt graficzny boxu jak również nowe okładki reedycji zaprojektował Bartosz Waglewski.

## Lista utworów
Muzyka od środka
Reedycja solowej płyty Waglewskiego zawierająca muzykę z filmu Kroniki domowe.
Zlepka
Kompilacja utworów z filmów Strefa ciszy, Człowiek wózków i Jasne błękitne okna oraz z przedstawienia Kubuś P..
| 1.  | "Blues"                                                                                      | 5:21    |
|     | W. Waglewski, K. Martusewicz; z filmu Strefa ciszy                                           |         |
| 2.  | "Bębny"                                                                                      | 2:11    |
|     | P. Żyżelewicz; z filmu Strefa ciszy                                                          |         |
| 3.  | "Sowa"                                                                                       | 3:30    |
|     | W. Waglewski; z przedstawienia Kubuś P.                                                      |         |
| 4.  | "Urodziny"                                                                                   | 4:47    |
|     | W. Waglewski; z przedstawienia Kubuś P.                                                      |         |
| 5.  | "Kangury"                                                                                    | 5:59    |
|     | W. Waglewski; z przedstawienia Kubuś P.                                                      |         |
| 6.  | "Kangury 2"                                                                                  | 8:54    |
|     | W. Waglewski; z przedstawienia Kubuś P.                                                      |         |
| 7.  | "Krewni i znajomi"                                                                           | 5:35    |
|     | W. Waglewski; z przedstawienia Kubuś P.                                                      |         |
| 8.  | "Słonie"                                                                                     | 1:54    |
|     | W. Waglewski; z przedstawienia Kubuś P.                                                      |         |
| 9.  | "Słonie 2"                                                                                   | 2:23    |
|     | W. Waglewski; z przedstawienia Kubuś P.                                                      |         |
| 10. | "Wózek"                                                                                      | 4:18    |
|     | W. Waglewski; z filmu Człowiek wózków                                                        |         |
| 11. | "Człowiek wózków"                                                                            | 2:57    |
|     | W. Waglewski; z filmu Człowiek wózków                                                        |         |
| 12. | "Piła"                                                                                       | 4:34    |
|     | W. Waglewski; z filmu Człowiek wózków                                                        |         |
| 13. | "Człowiek"                                                                                   | 9:29    |
|     | W. Waglewski; z filmu Człowiek wózków                                                        |         |
| 14. | "Piosenka męska z głosem ludzkim"                                                            | 5:48    |
|     | W. Waglewski; z filmu Jasne błękitne okna wydana wcześniej, zobacz album Jasne błękitne okna |         |
|     |                                                                                              | 1:07:40 |
|     |                                                                                              |         |
- Strefa ciszy
  - Nagranie: Media Studio, Piotr Chancewicz
- Kubuś P.
  - Nagranie: Hard Studio
  - Skład: W. Waglewski, K. Martusewicz, M. Pospieszalski, P. Żyżelewicz
- Człowiek wózków
  - Nagranie: Media Studio, Piotr Chancewicz
  - Skład: W. Waglewski, K. Martusewicz, P. Żyżelewicz
- Jasne błękitne okna
  - Nagranie: Media Studio, Piotr Chancewicz
  - Skład: Emade, W. Waglewski, K. Martusewicz, M. Pospieszalski, P. Żyżelewicz, Liza Szmidt

Zaćmienie Piątego Słońca
Reedycja płyty Voo Voo zawierająca muzykę z filmu pod tym samym tytułem.